# Gnidia miniata
Gnidia miniata är en tibastväxtart som beskrevs av Robert Elias Fries. Gnidia miniata ingår i släktet Gnidia och familjen tibastväxter. Inga underarter finns listade i Catalogue of Life.